# Chapelle Notre-Dame-des-Vignes de Sainte-Marie-de-Barousse
La chapelle Notre-Dame-des-Vignes de Sainte-Marie-de-Barousse est un édifice religieux catholique située au hameau de Sainte-Marie-de-Barousse de la commune de Bagiry, dans le département français de la Haute-Garonne en région Occitanie.

## Présentation
La chapelle date du XVe siècle,, la nef fut reconstruite vers 1920.
En 1950, la chapelle est restaurée.
D'après l'abbé Dutrey, curé de Cierp en 1887, le nom de Notre-Dame-des-Vignes donné à la chapelle proviendrait du vignoble près duquel a eu lieu l'apparition de la Vierge Marie.
La chapelle était un lieu de pèlerinage très fréquenté autrefois, d'où la richesse en mobilier (retable monumental et tabernacle à ailes).
Étant sur l'itinéraire du chemin de Saint-Jacques de Compostelle, elle devait accueillir de nombreux pèlerins.
Lors des fêtes de la Nativité de Marie, le 8 septembre, des processions avaient lieu.
La chapelle était une église paroissiale, avec ses fonts baptismaux, sa chaire, son armoire eucharistique ; il y avait un cimetière à proximité, et un jardin servant à approvisionner le clergé local, les pèlerins et les nombreux pauvres. Le jardin existe encore aujourd'hui.
Au XXIe siècle, des messes y sont toujours célébrées par l'ensemble paroissial de la Barousse.

## Historique

### L'apparition de la Vierge Marie
La chapelle a pour origine l'apparition de la Vierge Marie à une jeune bergère en 1498.

Un manuscrit affiché dans l'église décrit l'histoire : 

" Dans ce petit hameau, une fille muette gardait son troupeau. Debout, sur la verte bruyère, une dame lui apparut et lui demanda un bel agneau. La jeune bergère surprise et étonnée lui répondit : Attendez, Madame, attendez un moment, que j'aille le dire à mes parents. Agile comme une hirondelle, la fille courut annoncer la nouvelle aux auteurs de ses jours. " Bonjour mon père, bonjour ma mère, une dame est venue au milieu de mon troupeau et m'a demandé un bel agneau. "
Son père et sa mère furent fort étonnés ! Savoir leur fille muette et l'entendre parler si bien ! " Va bergère, à ton troupeau. Tous tes agneaux seront à ton service jusqu'au plus beau. "
En apercevant la dame, la bergère lui dit :  " Prenez Madame, prenez l'agneau ; tous sont à votre service, même le plus beau ".  " Laisse là ton offrande, fillette pleine de foi " reprit la dame ; tout ce que je demande c'est qu'ici une chapelle soit élevée en mon honneur ; que beaucoup y viennent en procession ; les malheureux y trouveront consolation et guérison ".
Le curé du village fut averti.  " Demande bergère, dit celui-ci ; qu'un grand miracle soit accompli. Va vers ton troupeau. Dis à la dame qu'elle nous indique à quel endroit elle désire que son sanctuaire soit construit ".

Le 8 septembre (jour où est célébrée la Nativité de Marie), par un soleil radieux, une couche de neige tomba à l'endroit où les pieds de La Vierge s'étaient posés. Ce bon curé, pauvre et délaissé, fit bâtir la chapelle. Dieu l'avait protégé. "

### La chapelle
La chapelle est dédiée à l'Assomption de Marie comme le montre le retable monumental aujourd'hui installé à l'église Saint-Hilaire de Bagiry.
Vers 1920, la nef (ainsi que les fenêtres et vitraux ) de la chapelle fut reconstruite, le chœur est en style gothique, la clé de voûte porte la date de 1534.
En 1950, la chapelle est restaurée, le sol de l'église cimenté, la façade recrépie et l'autel transformé.
La voûte primitive était en bois, en forme de cintre, elle était beaucoup plus élevée que la voûte actuelle réalisée en brique, en forme d'ogive.
Lors de la Révolution, les cloches, le retable monumental et le tabernacle à ailes de la chapelle ont été cachés durant quelques années, une fois la paix revenu, le retable et le tabernacle ont été transférés et installés à l'église Saint-Hilaire de Bagiry.
Le culte fut rétabli en novembre 1838.
En 1843, un chemin de croix fut installé.

## Description

### Extérieur
Sur le tympan sont représentés :
- à gauche : un décor de feuillage et saint Pierre ;
- au centre : un blason avec 3 fleurs de lys qui ont été endommagées (ce sont les armes de la France utilisées depuis Louis VII. Au-dessus est inscrit la date de 1498 ;
- à droite : la crucifixion de Jésus avec au pied de la croix la Vierge Marie et saint Jean l'évangéliste.

### Intérieur
Sont inscrits à l'inventaire des monuments historiques :
- Une statue de la Vierge à l'Enfant datant du XVe – XVIe siècle puis redorée en 1841[3].
- Un tableau d'un saint datant du XVIIe siècle, il a été retrouvé dans le grenier de l'église[4].

#### Lanef
Sur les parois de la nef sont placés des tableaux sculptés en bois du chemin de croix.
- Sur la paroi gauche sont placées les statues : de la Vierge à l'Enfant (un ex-voto), sainte Thérèse de Lisieux.
- Sur la paroi droite sont placés :
  - Un retable entourant l'ouverture d'une fenêtre où se trouve sans doute le vitrail représentant Notre-Dame-des-Vignes ? En bas du retable se trouve une niche protéger par une grille où se trouve la statue de la Vierge à l'Enfant datant du XVe – XVIe siècle.
  - Un manuscrit dans un tableau décrivant l'histoire de l'apparition de la Vierge Marie à une jeune bergère en 1498.

#### Lechœur
Plusieurs statues sont placées dans le chœur :
- à gauche, saint Joseph,
- au centre et derrière l'autel : une statuette de sainte Germaine protéger par une grille, le Sacré-Cœur de Jésus et la Vierge à l'Enfant,
- au centre et placée au-dessus de la fenêtre de l'abside, une statue de l'Immaculée Conception,
- à droite : sainte Anne avec sa fille Marie.

Le maître-autel est en bois sculpté, sur la façade est représenté le monogramme marial composé des lettres A et M entrelacées, initiales de l’Ave Maria.

##### Les vitraux
Les vitraux ont été fabriqués par l'atelier de Louis-Victor Gesta à Toulouse, ils sont signés par un de ses enfants Henri-Louis-Victor Gesta.

## Galerie

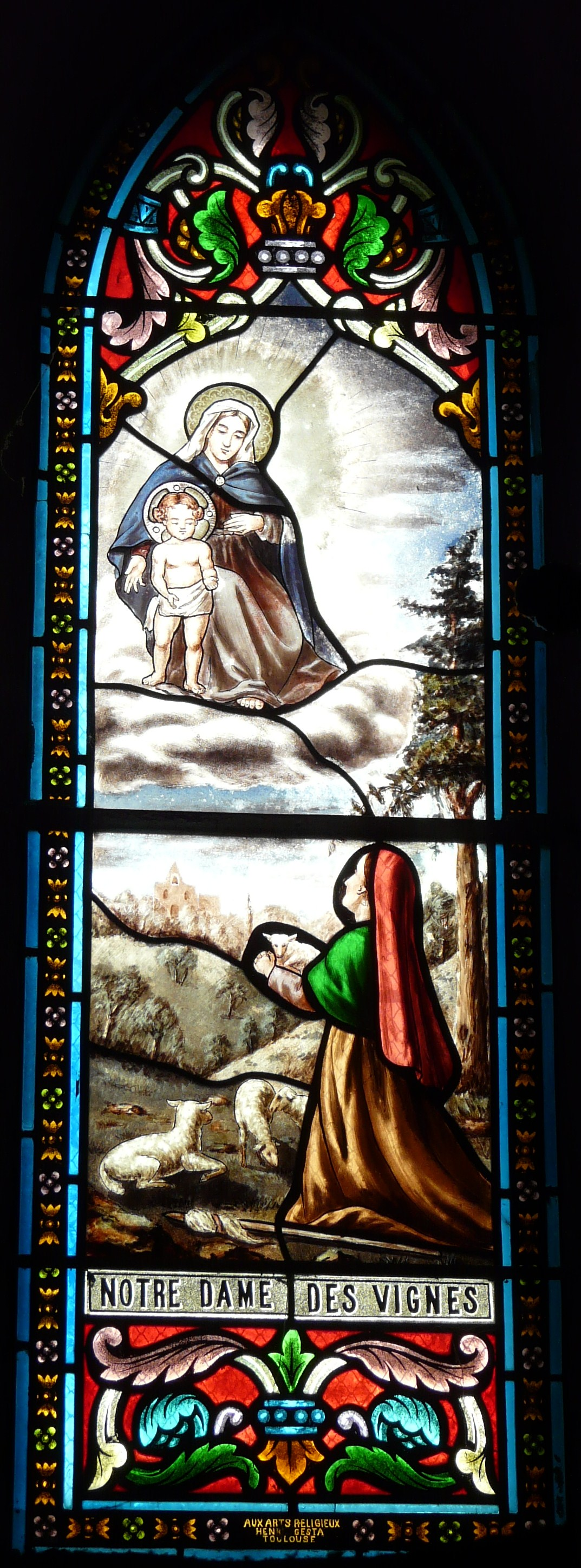
Vitrail représentant Notre-Dame-des-Vignes.
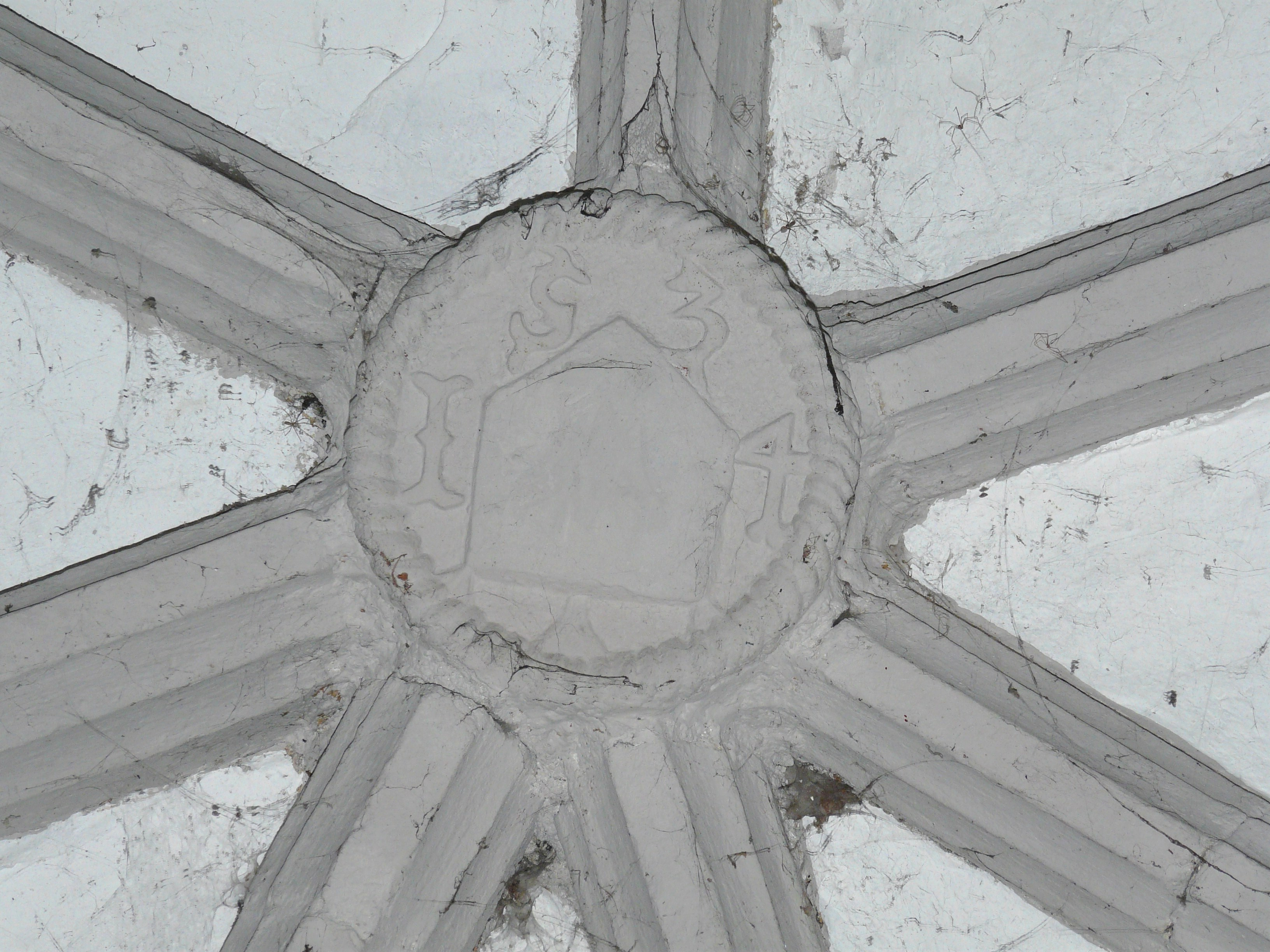
Sur la clé de voûte est inscrit la date de 1534.
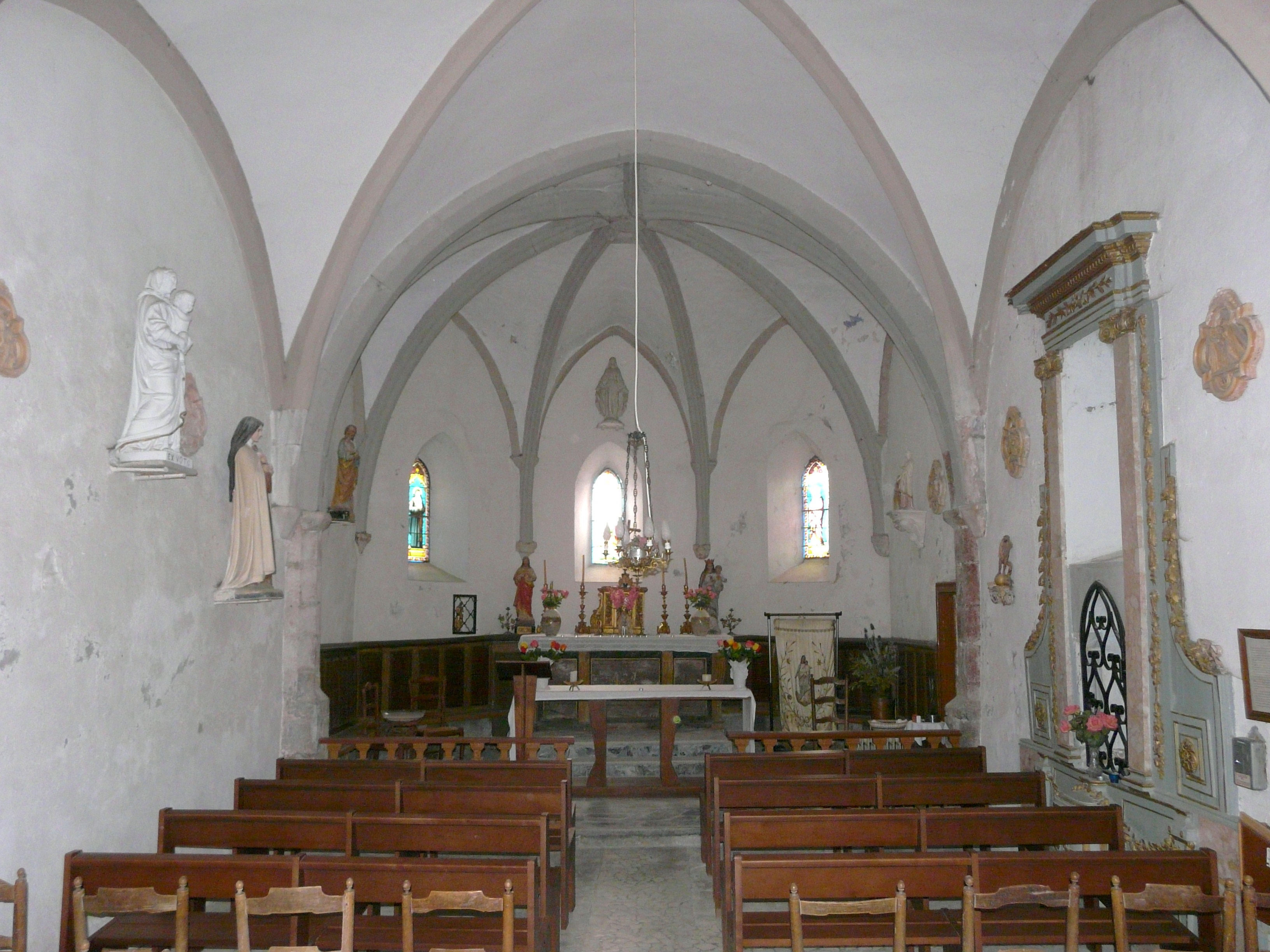
La nef et le chœur
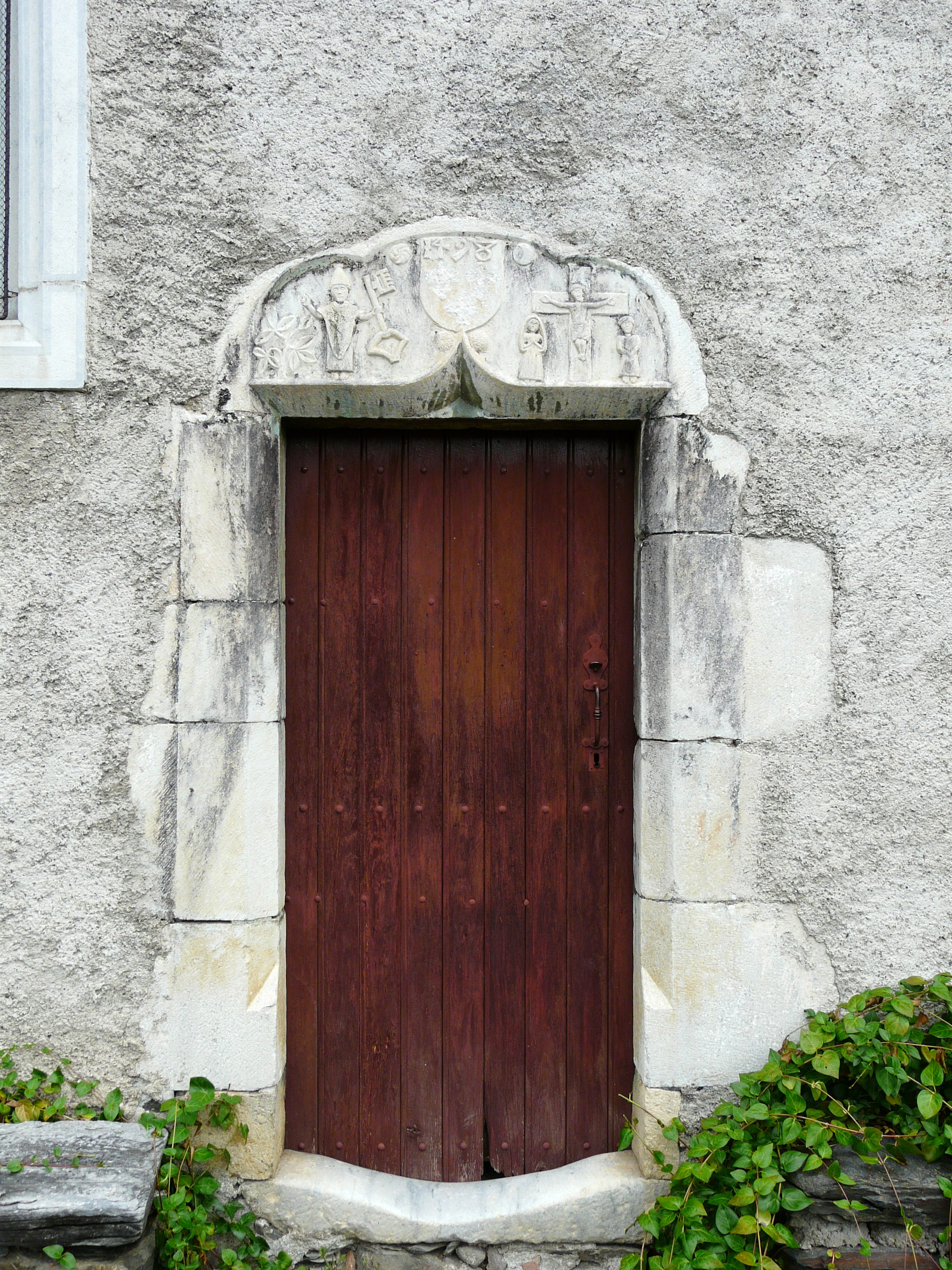
Porte d'entrée